# Paul Rinkengießer
Paul Rinkengießer († 1431) war im Jahr 1430 Bürgermeister von Görlitz. Ab 1427 diente er als Anführer im Kampf gegen die angreifenden Hussiten.

## Biographisches
Rinkengießer hatte drei Töchter. Margarethe heiratete Urban Emmerich, der deswegen mit seinen Kindern, darunter Georg Emmerich um die Jahreswende 1431/32 nach Görlitz einwanderte. Paul war Grundlage für sowohl den politischen Einfluss der Emmerichs, als auch für ihren Reichtum. Ursula (⚭ Nickel Rose) und Hedwig (⚭ Simon Kretschmer) heirateten ebenfalls, letztere zwischen 1433 und 1451.

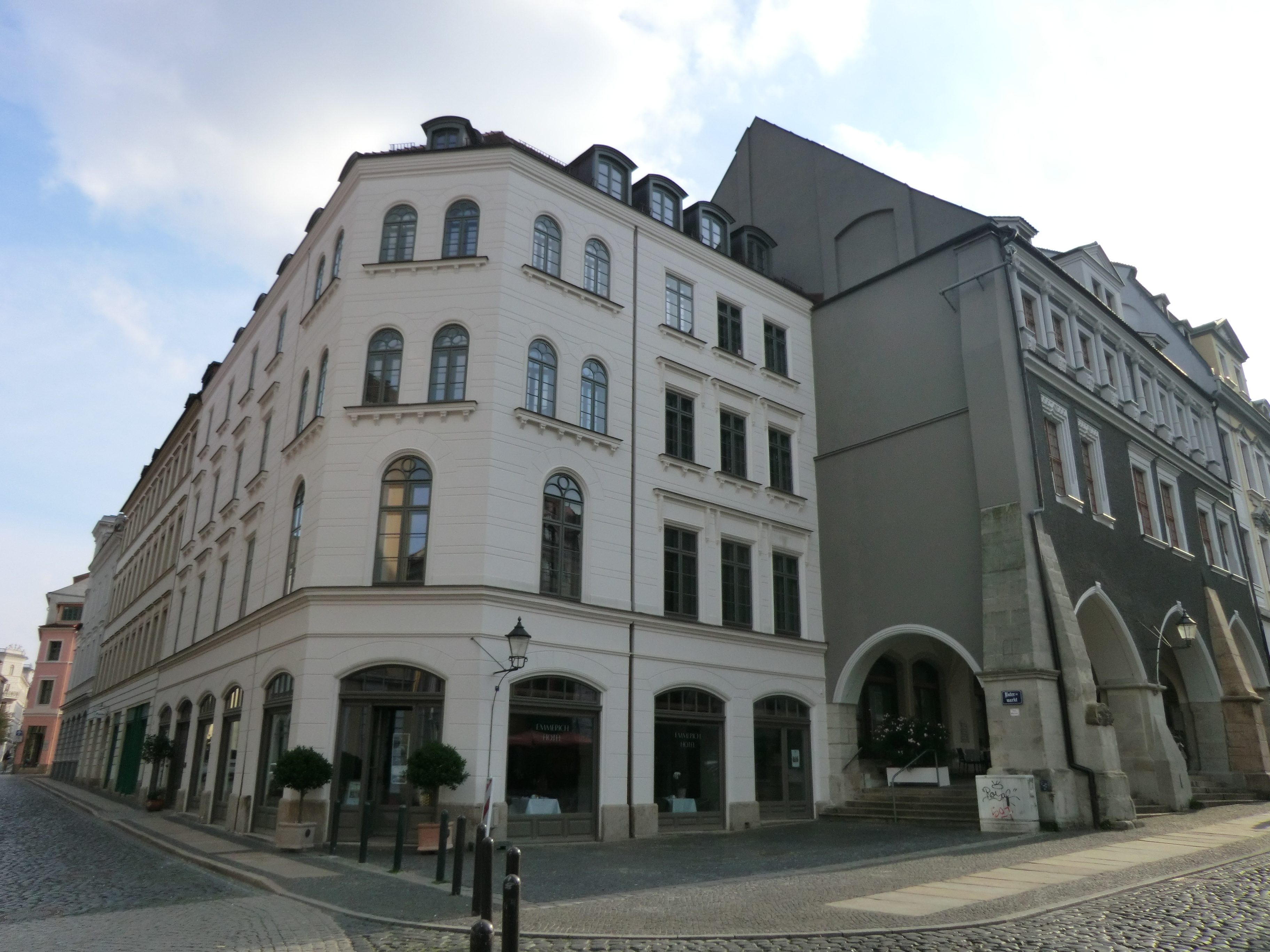
Untermarkt 1: letzte Wohnung Paul Rinkengießers (heute Emmerich Hotel)

Seit 1426 bewohnte Paul den „wohl vornehmsten Brauhof in Görlitz“ am Untermarkt 1 (Ecke Webergasse/-straße).
Am 9. Mai 1427, nachdem die Hussiten Anfang April in Richtung Oberlausitz gezogen waren, schickte er gemeinsam mit Mathes Keser und Johannes Ulrichsdorf „die gewaltige Anzahl von 1900 Männer an Weppenern und Fussgängern“ zur Hilfe nach Zittau.
Im Mai 1428, als die Hussiten in Görlitz eintrafen, diente teilweise sein Haus als Stützpunkt für den aus dem Görlitzer Norden zur Hilfe geholten Landvogt Hans von Polenz und seine Männer.
Mitte Juni 1429 in Friedland legten Paul Rinkengießer und Heinrich Eberhart (auch Görlitzer Ratsherr) einen Streit mit Ulrich von Biberstein bei, nachdem „seine Mannen“ Vicenz von Wiedebach und Franz von Opell in Görlitz geraubt hatten und Görlitzer im Gegenzug in Diehsa eingefallen waren.
Paul starb „wie [es] scheint“ im Jahr 1431. Sein Schwiegersohn Urban erbte Pauls „gesamte ‚unfahrende Habe‘“, also auch, oder besonders sein Haus.